# 司贍寺
司贍寺（サソムシ）は、李氏朝鮮における官府。楮紙製の紙幣である楮貨発行、外居奴婢に関する官府。当初の名称は司贍署。

## 概要
1401年（太宗元年）に左議政・河崙により楮貨制度と担当官府設置が建議され司贍署が設置される。しかしながら後に許可された布貨の利用の拡大により、1403年（太宗3年）に楮貨制度とともに廃止された。1410年（太宗10年）には楮貨制度ともに司贍署が復活した。
また官奴のうち、奴婢役を務めない代わりに身布を毎年納め、官府の外で独立生計を立てた外居奴婢に関する任務も担当した。